# Сюань-ву
Сюань-ву, також Сюаньґуй або Сюань-У (кит. трад. 玄龜; спрощ. 玄龟 Xuán Guī; Чорна черепаха) — один із чотирьох образів у китайських сузір'ях. Зазвичай зображується зі змією. Також, у східній Азії воно не прив'язане ні до якої конкретної тварини, а називається просто «чорний воїн». Також воно відоме як Хьонму у Кореї, Гембу в Японії і Куі у В'єтнамі. Уособлює північ і зиму.
В Японії вважається одним з чотирьох духів-захисників, що охороняють Кіото, і цей захищає місто з півночі.
Ім'я істоти збігається з іменем даоського бога Сюань Ву, який іноді (наприклад, у Подорожі на захід) зображується в компанії черепахи та змії.

## Історія
У давньому Китаї, черепаха і змія символізували довголіття. Фуцзяньський звичай будувати надгробні плити у вигляді черепашачого панцира може бути спробою поставити могилу під покровительство чорної черепахи. 
Північні ворота китайських палаців також часто називалися на честь Сюань Ву. 

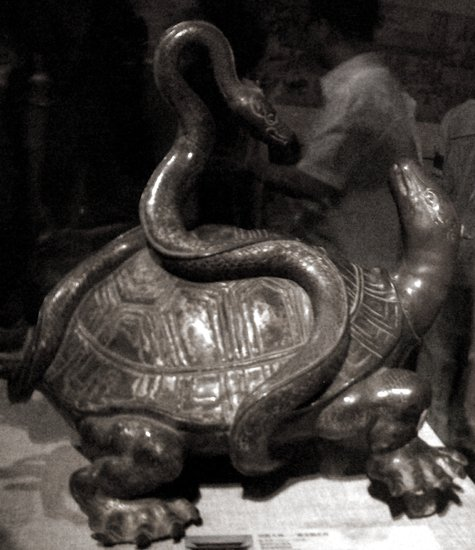
Мідна статуетка чорної черепахи часів Чжу Ді

## Астрономія
Як і з іншими трьома символами, існує кілька «стоянок» (позицій місяця) у Чорній черепасі. У таблиці нижче наведено їхні назви та головні зірки:

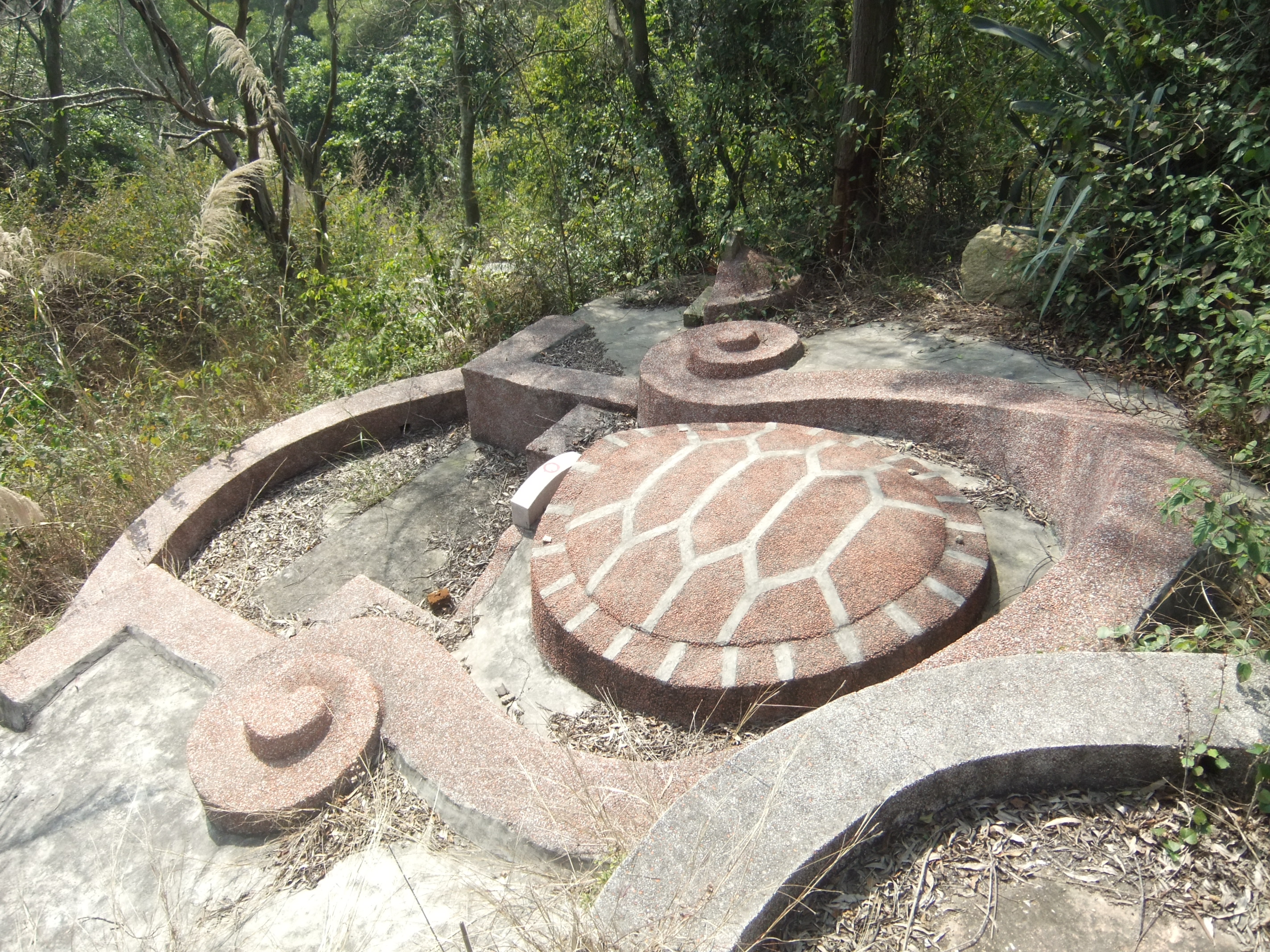
Типовий надгробок у вигляді панцира у Цюаньчжоу

| Номер | Назва | Піньїнь | Переклад  | Головна зірка |
| ----- | ----- | ------- | --------- | ------------- |
| 8     | 斗    | Dǒu     | Ківш      | φ Sgr         |
| 9     | 牛    | Niú     | Бик       | β Cap         |
| 10    | 女    | Nǚ      | Діва      | ε Aqr         |
| 11    | 虛    | Xū      | Порожнеча | β Aqr         |
| 12    | 危    | Wēi     | Стріха    | α Aqr         |
| 13    | 室    | Shì     | Будинок   | α Peg         |
| 14    | 壁    | Bì      | Стіна     | γ Peg         |